# Науково-дослідний інститут українознавства МОН України
Науково-дослідний інститут українознавства (НДІ українознавства) — структурний підрозділ Київського національного університету імені Тараса Шевченка, до компетенції якого належить розробка концепції українознавства як комплексу наукових досліджень, вибудуваних на міждисциплінарній основі, що вивчає Україну, українців і українськість у досвіді спільнотного культуротворення, впровадження здобутків українознавства в освітню практику, а також співпраця з українознавчими центрами й інституціями в усіх країнах розселення українців.

## Історія
Передісторія установи починається з 1988 р. з філологічного факультету Київського національного університету імені Тараса Шевченка.
29 березня 1991 р. на основі українознавчих кафедр філологічного факультету Київського національного університету імені Тараса Шевченка була офіційно зареєстрована асоціація «Інститут українознавства», головою якої був обраний тодішній декан філологічного факультету проф. П. Кононенко. З його ініціативи асоціація і кафедри філологічного факультету виступили співзасновниками новоствореного Інституту українознавства. До творення першого в Україні навчально-наукового українознавчого центру долучилися також інші знані науковці: Ю. Сергєєв, В. Мельник, П. Хропко, Ф. Кислий, Л. Токар, О. Таланчук, В. Сергійчук, С. Наливайко, Т. Кононенко, О. Семашко, Р. Дяків та ін.
Всебічної підтримки розвиткові Інституту надавали члени його Піклувальної ради: О. Гончар, Б.Патон, Д. Павличко, Б. Олійник, І. Юхновський, Г. Удовенко, Ю. Мушкетик.
24 січня 1992 р. Інститут став самостійним навчально-науковим підрозділом Міністерства вищої і середньої спеціальної освіти, хоча до 21 червня 2000 р. мав назву «Інститут українознавства при Київському національному університеті імені Тараса Шевченка».
У 2000 р. прем'єр-міністр України Віктор Ющенко підписав постанову уряду про надання установі статусу Науково-дослідного інституту українознавства Міністерства освіти і науки України (Постанова Кабінету Міністрів України за № 1003 від 21.06.2000 р. та Наказ Міністра освіти № 340 від 27.07.2000 р.)
17 червня 2004 р. Кабінет Міністрів України прийняв ухвалу про визначення статусу НДІУ, прирівнявши його за статусом до науково-дослідних установ Національної академії наук України.
7 серпня 2009 р. президент України Віктор Ющенко надав НДІУ статус національного, відтоді установа мала назву Національний науково-дослідний інститут українознавства (ННДІУ).
За певної політичної кон'юнктури 5 січня 2011 р. Кабінет Міністрів України видав розпорядження про  реорганізацію ННДІУ в Національний науково-дослідний інститут українознавства та всесвітньої історії (ННДІУВІ).
9 липня 2014 р. Кабінет Міністрів України на базі Національного науково-дослідного інституту українознавства та всесвітньої історії (який було ліквідовано) створив Науково-дослідний інститут українознавства з правами юридичної особи.
На початку 2024 року Міністерство освіти і науки України вирішило реорганізувати інститут, внаслідок чого його приєднали до Київського національного університету імені Тараса Шевченка.

## Директори
- Петро Кононенко (1992—2013),·лауреат Міжнародної премії імені Й. Г. Гердера, академік УВАН, УАН, Міжнародної слов'янської академії, АН Вищої школи, доктор філологічних наук,  професор.
- Анатолій Чайковський (2013—2014), доктор історичних наук, професор, дійсний член Академії історичних наук України, полковник у відставці.
- Богдан Галайко (2014—2018), кандидат історичних наук, український військовий історик, депутат Львівської міськради.
- Сергій Наливайко (2018—2022)[3], кандидат історичних наук.
- Василь Чернець (2022—2024)[4], кандидат філософських наук, професор, Заслужений працівник освіти України, лауреат Державної премії України в галузі науки і техніки.
- Роман Додонов (з 2024)[5], доктор філософських наук, професор.

## Місія та головні пріоритети в діяльності НДІУ
Науково-дослідний інститут українознавства структурним підрозділом Київського національного університету імені Тараса Шевченка. Інститут створено для проведення науково-дослідних розробок, фундаментальних і прикладних досліджень з проблем українознавства; наукового забезпечення українознавчого складника в системі освіти і виховання України, підготовки здобувачів вищої освіти ступеня доктора філософії; поширення наукової та науково-популярної інформації про Україну та українство у світі.
До основних завдань НДІУ належать:
• розвиток українознавства як інтегративної галузі знань та міждисциплінарних студій про Україну та світове українство;
• розробка методології національної гуманітарної науки, культури, освіти, виховання на основі традиційних цінностей українства;
• піднесення рівня національної свідомості суспільства, сприяння формуванню світогляду українського народу, стратегії державотворення та суспільного розвитку України;
• сприяння збереженню національної пам'яті, захисту історичних, археологічних пам'яток та культурної спадщини України;
• формування ідеології та політики, суспільного устрою та державотворення в сучасній Україні, єдності інтересів українців і етноменшин як рівноправних суб'єктів громадянського суспільства;
• зміцнення зв'язків з українцями й українознавчими центрами за кордоном;
• національно-патріотичне виховання української молоді.

## Структура
У структурі НДІ українознавства функціонують 4 наукових відділи, у тому числі:
- Відділ української філології та освітніх технологій
- Відділ етнології та історії України;
- Відділ культурології та культурної спадщини
- Відділ філософії та геополітики

У 2023 році в Інституті створено відділ аспірантури,  проведено перший набір здобувачів третього (освітньо-наукового) рівня зі спеціальності 032 «Історія та археологія».
Відповідно до місії НДІ українознавства всі ці підрозділи в своїй науковій і освітній діяльності репрезентують суттєві структурні елементи українознавства як міждисциплінарного комплексу наукових дисциплін.
Основним видом наукової діяльності НДІУ є виконання фундаментальних та прикладних НДР, фінансованих МОН України відповідно до результатів конкурсного відбору наукових проектів. У 2020 р. здійснювалося 8 досліджень, у 2021 р. — 7 НДР, у 2022 р. — 7 НДР, у 2023 р. — 8 НДР, у 2024 р. — 6 НДР, присвячених вузловим проблемам українознавства та вітчизняної гуманітаристики. Так, у 2024 році науковці НДІ українознавства КНУ імені Тараса Шевченка працювали над такими темами:
1. «Етногенез українського народу у світлі новітніх наукових даних та методологічних підходів» (керівник — В. Ф. Ятченко);
2. «Геополітична суб'єктність України в умовах глобальних викликів» (керівник — К. В. Настояща);
3. «Формування нової української політичної нації: екзистенційні виклики війни, глобальна проукраїнська консолідація, інтенсифікація євроінтреграційних процесів» (керівник — В. С. Крисаченко);
4. «Українознавство в системі національно-патріотичного виховання учнівської молоді в процесі збереження та відтворення ідентичності української нації в Україні та за кордоном» (керівник — О. О. Газізова);
5. «Українознавство у впровадженні національно-патріотичного виховання в освітній та гуманітарний простір України в умовах війни» (керівник — О. В. Шакурова);
6. «Особливості сучасної державної мовної політики в східних і деокупованих територіях України» (керівник — М. С. Васьків).

Науковим продуктом НДР є численні монографії i збірники наукових праць, сотні наукових статей, опублікованих у виданнях, що входять до наукометричних баз даних, кілька методичних посібників, офіційних видань, понад сотня тез доповідей на міжнародних наукових та науково-практичних заходах, десятки інших видань та публікацій.
Співробітники НДІ українознавства беруть активну участь у найбільш пріоритетних напрямах наукового життя, зокрема: конференціях, семінарах, круглих столах, воркшопах з українознавчої тематики (у тому числі з міжнародними партнерами), впроваджують наукові розробки у вітчизняних наукових та освітніх закладах. Сталою традицією НДІ українознавства є проведення Всеукраїнської науково-практичної конференції «Українознавство в системі національної освіти, науки, гуманітарної політики держави».
НДІ українознавства проводить спільні науково-організаційні заходи із закладами вищої освіти, органами державної влади, дипломатичними представництвами, бібліотеками, музеями (Національний музей історії України), видавництвами, національними та історико-культурними заповідниками, громадськими організаціями ("Недержавний аналітичний центр «Українські студії стратегічних досліджень», «Союз вимушених переселенців») тощо.
Своєрідною «візитівкою» НДІ українознавства (за дорученням МОН України) є конкурс науково-дослідних робіт з українознавства для школярів 8 — 11 класів, що роблять свої перші кроки в науці. З 2021 р. було відновлено роботу конкурсу для вчителів на визначення кращого уроку з українознавчим компонентом. Результати наукових досліджень впроваджуються в діяльності закладів освіти (Вінницький державний педагогічний університет ім. Михайла Коцюбинського, Національна академія Сухопутних військ імені гетьмана Петра Сагайдачного), Інституту національної пам'яті, Державної наукової установи «Інститут модернізації змісту освіти», гуманітарної гімназії імені О. Степанів (м. Львів), Бучанської української гімназії).
В НДІ українознавства активно провадиться робота патріотичного виховання. З огляду на дедалі більшу роль українознавчих складників у сучасному вітчизняному суспільстві, один із пріоритетних напрямів теперішньої діяльності Інституту полягає саме в поширені українознавчих знань в свідомості українських громадян.

## Науковий потенціал НДІУ
Загалом у підрозділах Інституту тепер працюють близько 30 співробітників. Інститут володіє унікальним науковим бібліотечним фондом, значна частина якого була передана науковому колективу представниками української діаспори.
В різні часи з НДІ українознавства тісно співпрацювали і продовжують працювати відомі українські вчені-дослідники:
- члени-кореспонденти НАН України В. Баран, В. Солдатенко, Н. Хамітов,
- академіки АПН України, професори І. Бех, Г. Філіпчук,
- академік АН Вищої школи А. Погрібний,
- доктори філологічних наук, професори С. Єрмоленко, В. Погребенник, А. Ціпко, М. Васьків, кандидати філологічних наук А. Пономаренко, О. Хоменко, Л. Сорочук,
- доктори історичних наук, професори Г. Бевз, Н. Гаврилюк, П. Гай-Нижник, М. Гримич, І. Ворончук, Л. Залізняк, А. Зінченко, Я. Калакура, С. Сегеда, В. Сергійчук, Р. Терпиловський, Т. Усатенко, кандидати історичних наук О. Брайченко, О. Газізова, А. Іванець, Л. Токар, Ю. Фігурний, О. Ярошинський,
- доктор геолого-мінералогічних наук М. Дробноход,
- доктори філософських наук, професори Р. Додонов, В. Крисаченко, Г. Лозко, М. Препотенська, О. Семашко, В. Шевченко, В. Ятченко, кандидати філософських наук В. Бугров, І. Грабовська, В. Чернець та ін.

Колектив НДІ українознавства є засновником (з 2001 р.) наукового журналу «Українознавство» і видавцем «Українознавчого альманаху», які визнано МОН України фаховими  виданнями з історичних та філософських дисциплін (група Б).

## Міжнародне співробітництво
НДІ українознавства віддавна співпрацює з численними університетами, академіями, осередками українознавства в різних країнах світу, починаючи від Австралії та Японії й закінчуючи США, Канадою та Бразилією. Зарубіжними партнерами НДІУ є Ягеллонський університет (Польща), Фракійський університет Демокріта, Український Вільний Університет в Мюнхені (ФРН), Тбіліський державний університет імені І. Джавахішвілі (Грузія), Німецький Історичний Інститут у Варшаві, Інститут історії Литви та ін.
З метою поширення українознавства за кордоном, підтримки чисельних ініціатив української діаспори, реалізації ідеї національного відродження і розвитку України, організації та координації наукових досліджень з проблем українознавства, популяризацією української науки, культури та мистецтв серед української діаспори НДІ українознавчтво зареєструвало 15 зарубіжних філій.
Наслідком такої співпраці стало організація й проведення багатьох міжнародних конгресів і конференцій за участю науковців понад із 30 країн світу, видання близько 200 найменувань книжок, тисяч статей у вітчизняній та зарубіжній фаховій періодиці.
Вагому роль у житті НДІУ відіграє очолювана академіком П. Кононенком Міжнародна науково-координаційна рада з проблем українознавства у складі 82 видатних вчених, педагогів, митців, політиків, котрі визначають культурне обличчя сучасної України і діаспори. Серед них Євген Федоренко (США), Отар Баканідзе (Грузія), Лідія Терзійська (Болгарія), Марко Бойцун (Велика Британія), Рольф Гебнер, Д. Тетерина-Блохин (ФРН), Олекса Біланюк, [Леонід Рудницький], Любомир Винар, Тарас Гунчак, Аскольд Лозинський, Дмитро Штогрин (США), Ярослав Розумний (Канада), Віктор Ідзьо (колишній керівник українських науково-громадських організацій Москви, під тиском російської влади повернувся в Україну), Стефан Козак (Польща), Аркадій Жуковський (Франція), Лідія Кравченко (Латвія).
Колектив НДІУ є засновником і видавцем (з 2001 р.) наукового, громадсько-політичного, культурно-мистецького, релігійно-філософського та педагогічного журналу «Українознавство», на сторінках якого розглядаються найважливіші питання теорії і практики сучасного українознавства.